# Abraham Wald
Abraham Wald, född 31 oktober 1902 i Kolozsvár, i dåvarande Österrike-Ungern nu Rumänien, död 13 december 1950 i Nilgiribergen, Indien, var en judisk ungersk matematiker, statistiker och nationalekonom, som bidrog till beslutsteori, geometri och ekonometri och grundade området statistisk sekventiell analys.
Ett av sina välkända statistiska verk skrev han under andra världskriget om hur man minimerar skadorna på bombplan och tog hänsyn till överlevnadsbiasen i sina beräkningar.

## Biografi
Wald gick som religiös jude inte i skolan på lördagar, vilket då krävdes av det ungerska skolsystemet, och blev därför undervisad i hemmet av sina föräldrar fram till college. Hans föräldrar var ganska kunniga och kompetenta som lärare.
År 1928 utexaminerades han i matematik från Babes-Bolyai University. År 1927 började han på forskarutbildning vid Wiens universitet, där han tog examen 1931 med en doktorsexamen i matematik. Hans rådgivare där var Karl Menger.
Han var far till den berömde amerikanske fysikern Robert Wald.
Wald och hans hustru dog 1950 när Air India-planet (VT-CFK, ett DC-3-flygplan), med vilket de färdades, störtade nära Rangaswamy Pillar i norra delen av Nilgiribergen i södra Indien, på en omfattande föreläsningsturné på inbjudan av den indiska regeringen. Han hade besökt Indian Statistical Institute i Calcutta och skulle delta i Indian Science Congress i Bangalore i januari. Deras två barn var hemma i USA.

## Karriär och vetenskapligt arbete
Trots Walds kompetens kunde han inte få en position inom universitet på grund av österrikisk diskriminering av judar. Oskar Morgenstern skapade dock en plats i ekonomi för honom. När Nazityskland annekterade Österrike 1938 intensifierades diskrimineringen av judar. Wald utvandrade då till USA på inbjudan av Cowles Commission for Research in Economics, för att arbeta med forskning om ekonometrik.

De skadade delarna av återvändande plan visar platser där de kan skadas och fortfarande återvända hem; de som träffas på andra platser överlever förmodligen inte. (Bilden visar hypotetiska data.)

Under andra världskriget ingick Wald i Statistical Research Group (SRG) vid Columbia University, där han tillämpade sina statistiska kunskaper på olika krigstidsproblem. De omfattade metoder för sekventiell analys och provtagningsinspektion. Ett av problemen som SRG arbetade med var att undersöka fördelningen av skador på flygplan som återvänder efter flyguppdrag för att ge råd om hur man minimerar bombplansförluster på grund av fientlig eld. Wald härledde ett användbart sätt att uppskatta skadefördelningen för alla flygplan som flög utifrån uppgifterna om skadefördelningen för alla flygplan som återvände. Hans arbete är ansett som avgörande i disciplinen praktisk forskning.